# Анк-Морпорк
Анк-Морпорк је измишљени град, који се налази у средишту многих прича о Дисксвету, Терија Прачета. Град се налази на реци Анк и синоним је за загађеност, насиље и корупцију. Невидљиви Универзитет, центар изучавања магије, се налази у овом граду. Осим што је центар магије, у питању је и центар трговине целог Дисксета, па се тако и под опсадом змајева, град редовно снабдијева свим потрепштинама.
Сам аутор серијала, Тери Прачет, тврди да је Анк-Морпорк, сличан Талину и центру Прага, са елементима Лондона из 18. вијека, Сијетла из 19. вијека и модерног Њујорка. Град, како је описан, има јаке паралеле, у погледу политике, друштва, социјалне структуре и историје са ренесансним градовима-државама, попут Фиренце.